# Oberamt Bretten

Kurpfälzische Oberämter,
16 = Oberamt Bretten

Das Oberamt Bretten war ein kurpfälzischer Verwaltungs- und Gerichtsbezirk im heutigen Baden-Württemberg. Er bestand von 1352 bis 1803.

## Gebiet bis 1747
Nach Erwerbung der Stadt Bretten und eines Teiles der Stadt Heidelsheim setzte Mitte des 14. Jahrhunderts der Pfalzgraf bei Rhein zur Wahrung seiner Rechte einen Vogt ein, der für beide Städte zuständig war. Durch den Kauf eines Teils des Dorfes Weingarten (1370) und die 1383 erfolgte Einlösung der vom Reiche dem badischen Markgrafen verpfändeten Stadt Eppingen vergrößerte sich der Amtsbereich des Vogtes von Bretten. Nach dem Erwerb des restlichen Teils von Weingarten (1470) und des Dorfes Rinklingen (bis 1478) bestand das Oberamt Bretten aus den Städten Bretten, Eppingen und Heidelsheim und den Dörfern Rinklingen und Weingarten. Hinzu kamen Dörfer, die unter pfälzischem Schutz standen, aber fremden Grundherren bzw. Klöstern gehörten. Dies waren: Gölshausen, Unteröwisheim, Zaisenhausen, Sprantal, Bauerbach, Diedelsheim, Mühlbach und Staffort.
Der Dreißigjährige Krieg von 1618 bis 1648 verminderte die Bevölkerungszahl enorm.
| Ort         | 1615 | 1649 | 1690 | 1760 |
| ----------- | ---- | ---- | ---- | ---- |
| Bretten     | 313  | 138  | 82   | 300  |
| Eppingen    | 247  | 84   | 187  | 240  |
| Heidelsheim | 236  | 67   | 56   | 200  |
| Rinklingen  | 24   | ?    | 11   | 100  |
| Weingarten  | 283  | 58   | 88   | 250  |
| Mühlbach    | 70   | ?    | 67   | ?    |
| Helmsheim   | ?    | 16   | 67   | 90   |

## Gebiet um 1779
Das kurpfälzische Oberamt Bretten umfasste nun die Orte Bretten, Diedelsheim, Eppingen, Gölshausen, Heidelsheim, Mühlbach, Rinklingen, Weingarten und Zaisenhausen.
Durch den Reichsdeputationshauptschluss und die Auflösung der Kurpfalz fiel das Oberamt Bretten 1803 an Baden, das den Amtsbezirk veränderte und das badische Bezirksamt Bretten schuf.

## Amtshaus
Das erste Brettener Amtshaus fiel den Zerstörungen des Pfälzischen Erbfolgekrieges zum Opfer. 1783/84 wurde durch den Bruchsaler Baumeister Jacob Messing ein neues Amtshaus erbaut. Ein zweistöckiger Massivbau entstand auf dem Tempelhausplatz. Das Bezirksamt Bretten hatte dort ebenfalls seinen Amtssitz bis zu seiner Auflösung 1936.

## Vögte und Amtmänner
- 1315 Berthold von Bretheim
- 1335 Ludwig von Stein
- 1373 Weiprecht I. von Helmstatt († 5. Dezember 1408)
- 1394 Weiprecht II. von Helmstatt († 25. April 1421)
- 1408 Leonhard von Sickingen († 4. August 1418)
- 1428 bis 1438 Schwickart der Ältere von Sickingen († vor 1468)
- 1440 bis 1442 Hans der Reiche von Gemmingen († 1490)
- 1459 Schwickart der Jüngere von Sickingen († 4. August 1478)
- 1474 Weiprecht III. von Helmstatt († 1478)
- 1478 Hanns von Neipperg
- 1480 Georg I. Göler von Ravensburg (* 1440; † 5. Juni 1502)
- 1504 Konrad von Sickingen
- 1508 Erpf Ulrich von Flehingen († 1542)
- 1527 Wolf Ulrich von Flehingen (* 1479; † 1553)
- 1548 Georg von Altdorf (genannt: Wollschläger)
- 1557 Eberhard von Venningen
- 1567 Hartmannus Hartmanni der Jüngere (* 1523; † 1586)
- 1569 Johann Philipp Landschad von Steinach (* 1552; † 15. September 1592)
- 1592 Johann Reyprecht von Büdingen
- 1620 Johann Casimir (I.) Kolb von Wartenberg (* 11. Juli 1584; † 22. September 1661)
- 1651 Anton Christof Schuez von Holzhausen
- 1654 Franz Rudolf von Sparr
- 1668 Heinrich Burkhard von Dallwig
- 1680 Christof Clos von Neuenburg
- 1686 Franz von Sickingen (* 8. Februar 1629; † 1715)
- 1705 Johann Ferdinand von Sickingen († 1719)
- 1719 Carl von Sickingen
- 1737 Heinrich Wilhelm von Sickingen
- 1757 Josef Karl von und zu Sickingen († 1787)
- 1785 Johann Bernhard Georg Edler von Reisenbach